# Shawn M. Hermann
Shawn M. Hermann, né en 1975, est un astronome américain, l'un des premiers observateurs pour LONEOS. En 1998-1999, il a découvert deux astéroïdes Apollon, un astéroïde Amor et une comète (275P/Hermann). L'astéroïde (10239) Hermann a été nommé en son honneur.